# Elizabeth Fritsch
Elizabeth Fritsch (Gales, 1940) es una ceramista británica que cuenta la distinción de la Orden del Imperio Británico (CBE). Sus innovadoras vasijas construidas y pintadas a mano a menudo están influenciadas por ideas de la música, la pintura, la literatura, el paisaje y la arquitectura.

## Biografía

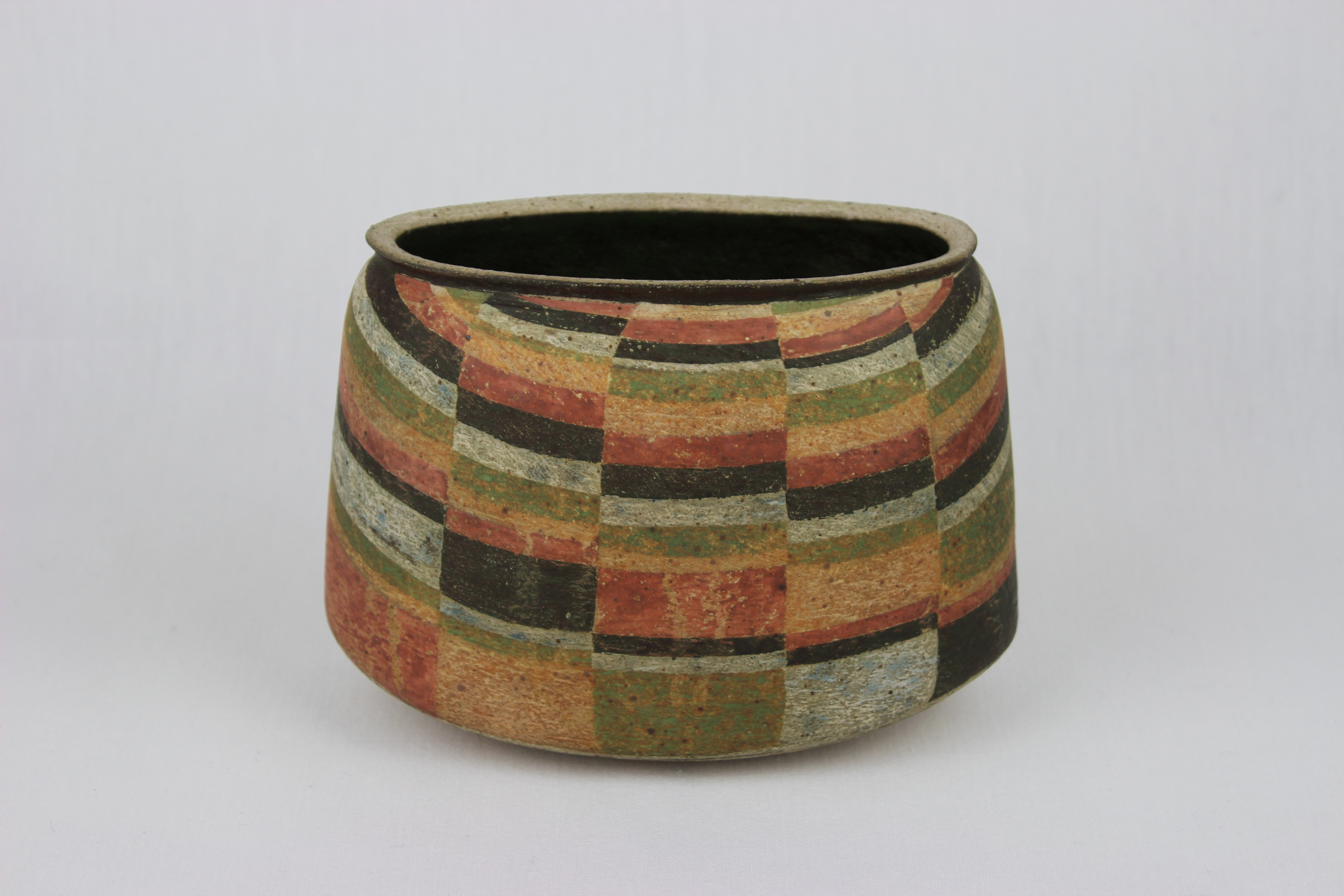
Vasija realizada por Elizabeth Fritsch

Fritsch utiliza la técnica de rollos finos  o churros, como también es conocida, hechos a mano. Se caracteriza por una cerámica arquitectónica, con efectos ópticos gracias al diseño de la superficie que, por lo general, pinta a mano con engobes de diferentes óxidos. Sus piezas de gres pasan por varias cocciones, la primera el bizcochado. Cada vasija de Fritsch es única, individual y distintiva. Por lo general, suelen exponerse en grupos escogidos y temáticas establecidas a criterio de la artista.
Nacida en una familia galesa en Whitchurch en la frontera de Shropshire, Fritsch se matriculó inicialmente en la Escuela de Música de Birmingham estudiando arpa y luego piano en la Royal Academy of Music de 1958 a 1964. Más tarde se dedicó a la cerámica con Hans Coper y Eduardo Paolozzi en el Royal College of Art de 1968 a 1971. Adoptó el apellido tras su matrimonio con Jean Mathis-Fritsch (m.1966-71), con quien tuvo un hijo, Bertie, nacido en 1966. En los años setenta, Fritsch fue una de las primeras en formar parte del grupo 'Nueva Cerámica' vanguardista que surgió en el  Royal College of Art, junto con otros ceramistas como Alison Britton, Carol McNicoll y Jacqueline Poncelet. Bajo la dirección de David Queensbury, el grupo generó un cambio e influencia en el arte cerámico británico, rompiendo con las formas, el color, el diseño y la función más tradicionales de la cerámica más utilitaria que la había precedido. Residió y trabajó en Digswell Arts Trust desde 1975 hasta 1983. Su hija Ruby Hughes nació en 1980. Ese mismo año recibió la beca John Ruskin para un proyecto de arqueología de ficción. Este proyecto supuso el desarrollo de un nuevo e importante conjunto de obras y un giro en la carrera de la artista. 'Pots from Nowhere' (arqueología de ficción) fue expuesta en el Royal College of Art por Queensberry Hunt en 1984.
En 1985, Fritsch abrió un estudio en Londres. Desde su primera exposición en 1972, realizó varias exposiciones individuales. En 1996 y 2001 fue preseleccionada para el Premio Jerwood de Cerámica. El trabajo de Fritsch está representado en importantes colecciones de arte y museos en más de nueve países y su obra está representada en importantes colecciones de museos de arte británicos. En 2010 se llevó a cabo una gran retrospectiva en el Museo Nacional de Cardiff, que presentó una gama completa de su cerámica de estudio más importante y piezas recientes. Desde finales de la década de 1970, Fritsch consideró "el espacio entre la segunda y la tercera dimensión",en su obra; un concepto que describió por primera vez como "dos dimensiones y media" con sus distintivos patrones rítmicos y efectos ópticos. Con la exposición Dynamic Structures: Painted Vessels  celebró su 70 cumpleaños.

## Premios
- 2001: Preseleccionada para el Premio Jerwood de Artes Aplicadas 2001: Cerámica[9]
- 1996: Preseleccionada para el Premio Jerwood de Artes Aplicadas 1996: Cerámica
- 1995: CBE: Orden del Imperio Británico[10]
- 1995: Beca senior  Royal College of Art[11]
- 1993: Medalla de oro, Visuelle Spiele, International Handwerksmesse München, Alemania
- 1987: emisión de sellos de la oficina de correos del centenario de Bernard Leach con Hans Coper y Lucie Rie[12]
- 1980: Beca John Ruskin para el proyecto de arqueología de ficción
- 1976: Medalla de Oro, Concurso Internacional de Cerámica, Sopot, Polonia
- 1972: Ganadora del premio, Royal Copenhagen Jubilee
- 1970: Medalla de plata Royal College of Art : Memorial Prize  Herbert Read

## Obras en museos y colecciones públicas
- Aberystwyth Arts Centre, Aberystwyth, Wales
- Aberdeen Art Gallery & Museum, Aberdeen
- Birmingham Museum and Art Gallery, Birmingham
- Bolton Museum and Art Gallery, Bolton
- Bristol City Museum and Art Gallery, Bristol
- British Council, Great Britain
- Crafts Council, London
- Laing Art Gallery, Newcastle, Tyne & Wear
- Lotherton Hall, Leeds, Yorkshire
- Manchester Art Gallery, Manchester
- Middlesbrough Institute of Modern Art, Middlesbrough
- National Museums Liverpool, Merseyside
- National Museum of Scotland, Edinburgh
- National Museum of Wales,
- Norwich Castle Museum & Art Gallery, Norwich
- The Fitzwilliam Museum, Cambridge
- Victoria and Albert Museum, London
- York Art Gallery, York
- Kunstindustrimuseet, Copenhagen, Denmark
- Musée des Arts Décoratifs, Paris, France
- Museum für Kunst und Gewerbe Hamburg, Germany
- Museum of Design, Zürich Museum Bellerive, Zúrich, Suiza
- Metropolitan Museum of Art, New York
- National Gallery of Australia, Canberra, Australia
- National Gallery of Victoria, Melbourne, Australia
- Art Gallery of South Australia, Adelaide, Australia
- National Museum of Modern Art, Tokyo, Japan

## Exposiciones individuales
- 2010: National Museum Cardiff, Wales, UK. Dynamic Structures: Painted Vessels, October 2010– January 2011
- 2008: Fine Art Society - London November -December.[13]
- 2007: Retrospective, Bonhams, London
- 2007: Anthony Hepworth Gallery, Bath
- 2000: Metaphysical Vessels, Mobilia Gallery, Cambridge, Massachusetts
- 2000: Memory of Architecture, Part II, Besson Gallery, London
- 1998: Sea Pieces, Contemporary Applied Arts, London
- 1995–6: Retrospective touring to Munich, Karlsruhe, Halle and Bellerive, Zúrich
- 1995: Metaphysical Pots, Bellerive Museum
- 1994–5: Order and Chaos, Bellas Artes, Santa Fe, New Mexico
- 1994: Osiris Gallery, Brussels
- 1993–5: Vessels from Another World, Northern Centre for the Contemporary Arts, Sunderland, travelling to Aberdeen, Birmingham, Cardiff, London, Norwich, UK
- 1992–3: Retrospective, Pilscheur Fine Art, London
- 1991: Hetjens Museum, Düsseldorf, Germany
- 1990: Cross Rhythms and Counterpoint, Edinburgh, Scotland
- 1978: Leeds Galleries, Temple Newsham; travelled to Glasgow, Bristol, Gateshead, Bolton, and V&A, London
- 1976: British Craft Centre, London
- 1974: Waterloo Place Gallery, London
- 1972: Bing and Grondahl, Copenhagen

## Artículos
1. The Wall Street Journal "A New Spin on Ceramics" by Margaret Studer, 18 de mayo de 2006
2. Moira Vincentelli Women & Ceramics, Gendered Vessels, Manchester University Press, 2000, p. 249. ISBN 0-7190-3840-5, ISBN 978-0-7190-3840-2
3. Garth Clark The Potter's Art, Phaidon 1995, pp. 200–201. ISBN 0-7148-3202-2, ISBN 978-0-7148-3202-9
4. John Houston The Abstract Pot forms of expression and decoration by nine artist potters, Bellew Publishing, 1991.
5. Fischer Fine Art (1986) Nine Potters: Bernard Leach, Katherine Pleydell-Bouverie, Michael Cardew, Hans Coper, Lucie Rie, Elizabeth Fritsch, Ewen Henderson, Elizabeth Raeburn, Claudi Casanovas, Catalogue of an exhibition held at Fisher Fine Art, 1986.  ASIN B001ON0RX2
6. John Russell Taylor, "Elizabeth Fritsch: Pots About Music" Ceramic Review, 58 Jul/Aug 1979 pgs 30–33.
7. J.D.H. Catleugh "Recent Pots: Improvisations from Earth to Air", Ceramic Review, 44 Mar/Apr 1977 pg 7.

## Transmisiones y podcasts
British library, Sounds Oral History,  6 de julio de 2004, (1 of 14) National Life Stories Collection: Crafts' Lives
BBC Private Passions, Classic Arts Production,  14 de abril de 2001, Michael Berkeley's guest was Elizabeth Fritsch
Victoria and Albert Museum, London, Ceramic Points of View: 'Optical Pot', Elizabeth Fritsch Video Podcasts